# Campionati russi di ski cross
I Campionati russi di ski cross sono una competizione sciistica che si svolge ogni anno, generalmente nel mese di marzo o aprile. Sono organizzati dalla Federazione russa di sci e decretano il campione e la campionessa russi di ski cross.

## Albo d'oro
| Edizione | Uomini            | Donne                    |
| -------- | ----------------- | ------------------------ |
| 2009     | Egor Korotkov     | Nadezhda Yalisheva       |
| 2010     | Egor Korotkov (2) | Nataliya Stepanova       |
| 2011     | Egor Korotkov (3) | Yulia Livinskaya         |
| 2012     | Alexandr Bondar   | Yulia Livinskaya (2)     |
| 2013     | Non disputati     | Non disputati            |
| 2014     | Non disputati     | Non disputati            |
| 2015     | Egor Korotkov (4) | Sofia Smirnova           |
| 2016     | Artem Kostenko    | Sofia Smirnova (2)       |
| 2017     | Igor Omelin       | Anastasiia Chirtcova     |
| 2018     | Egor Korotkov (5) | Anastasiia Chirtcova (2) |
| 2019     | Sergej Ridzik     | Ekaterina Ekaterina      |
| 2020     | Igor Omelin (2)   | Ekaterina Maltseva (2)   |
| 2021     | Artem Niabulin    | Darya Melchakova         |
| 2022     | Igor Omelin (3)   | Polina Ryabova           |
| 2023     | Non disputati     | Non disputati            |
| 2024     | Non disputati     | Non disputati            |